# دبليو دبليو إي تو كي 15
دبليو دبليو إي تو كي 15 (بالإنجليزية: WWE 2K15)‏ هي لعبة فيديو صدرت في 28 أكتوبر 2014، وهي متوفرة على أجهزة بلاي ستيشن 3 وبلاي ستيشن 4 وإكس بوكس 360 وإكس بوكس ون وويندوز. اللعبة من تطوير يوكز.